# Philogenia cassandra
Philogenia cassandra – gatunek ważki z rodziny Philogeniidae. Występuje na terenie Ameryki Południowej.